# Мун
Мун — річка у Таїланді, найбільша притока Меконгу.

## Назва
Поширена англійська назва річки з довгим звуком «у» — «Moon River». Її вона отримала завдяки популярній пісні Енді Вільямса «Moon River».

## Географія

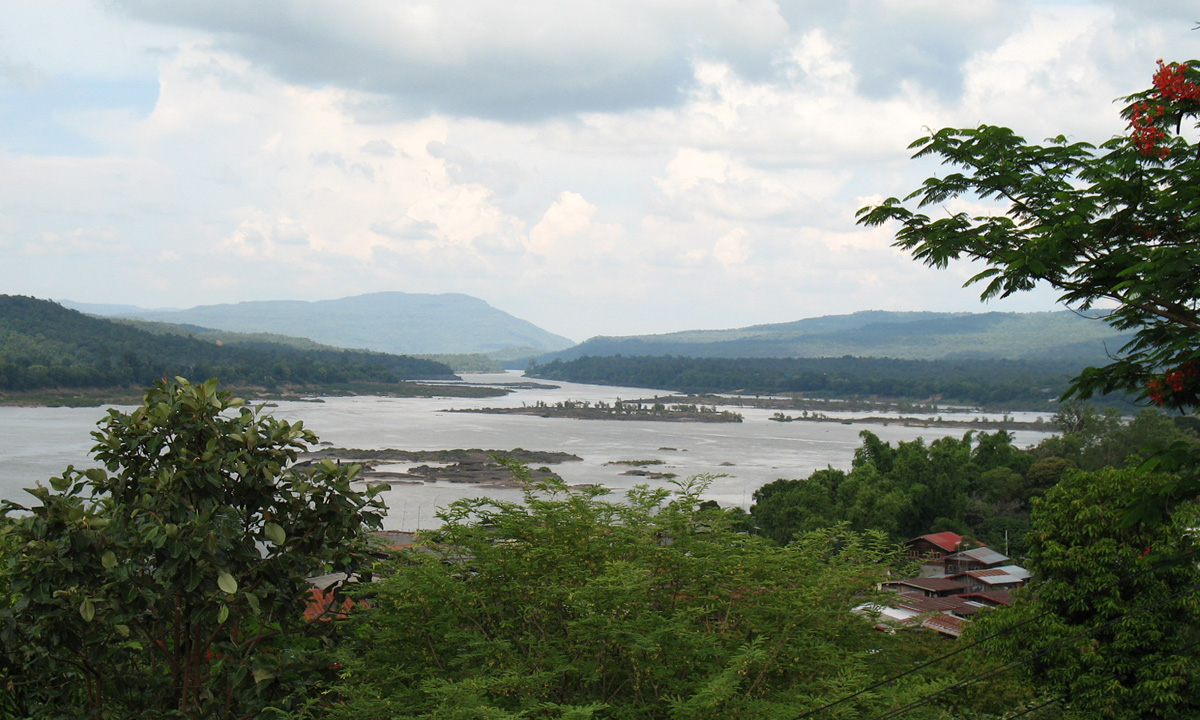
Гирло річки Мун

Витоки річки знаходять в національному парку Кхаояні в районі Санкампфаєнг біля міста Накхон Ратчасима у північній частині історичного краю Таїланду Ісаан. Річка несе води на схід по плато Кхорат у південний Ісаан, поки не впадає у Меконг в районі Кхонг Чіам провінції Убон Рачатані. Загальна довжина — 3200 км. Басейн річки — 119 000 квадратних кілометрів. У річку Мун впадає велика притока Чі у районі Кантхараром провінції Сісакет.

## Водний режим
Річка помітно спадає під час сухого сезону та сильно розливається під час сезону дощів. Переносить близько 25 кубічних кілометрів води щорічно.

## Фауна і флора

### Безхребетні
Поширені види: Filopaludina doliaris, Vicisara doliaris, Pila polita.

### Комахи
У водах Мун живе велетенський водяний жук — Lethocerus indicus.

### Риби
Зареєстровано 256 видів риби. Поширені такі види: Смугастий змієголов (Channa striata), Dasyatis laosensis, Cyclocheilichthys enolops, нотоптер (Notopterus blanci), сіамський карп (Catlocarprio siamensis), Probarbus labeaminor, Wallago leerii, ходячий сом (Clarias bratrachus), Pangasius santiwangsei, муляний карп (Henicorhynchus siamensis), Puntius gonionotus, сіамська бійцівська рибка (Betta splendens), Hampala macrolepidota, роху (Labeo rohita), Osteocheilus hasselti, містус (Mystus mysticetus), хоботорил колючий (Mastacembelus armatus), хоботорил весняний (Macrognathus aculeatus), Wallago attu, короп звичайний (Cyprinus carpio), повзун індійський (Anabas testudineus), смугаста расбора (Rasbora borapetensis), гурамі плямистий (Trichogaster trichopterus), прісноводний оселедець (Clupeichthys aesarnensis), Pristolepis fasciata, Mystus nemurus, Hampala dispar, сонний гобі (Oxyeleotris marmorata), Pristolepis fasciata.

### Жаби
Rana tigrina, Rana vittigera, Rana limnocharis, Kaloula pulchra.

### Птахи
Річка Мун, її заплавні луки та притоки населяють різноманітні птахи. Трапляються такі види як деревна свистач індійський (Dendrocygna javanica), чепура середня (Egretta intermedia), качка шишкодзьоба (Sarkidiornis melanotos), чернь зеленоголова (Aythya baeri), чернь білоока (Aythya nyroca), вівсянка лучна (Emberiza aureola), коловодник болотяний (Tringa glareola), баранець азійський (Gallinago stenura), щеврик новозеландський (Anthus novaeseelandiae), шуліка королівський (Haliastur indus), шуліка чорний (Milvus migrans), ластівка ниткохвоста (Hirundo smithii), лежень великий (Esacus recurvirostris), чапля сіра (Ardea cinerea), чапля руда (Ardea purpurea), чайка річкова (Vanellus duvaucelii), Nettapus coromandelianus, східний очеретяний лунь (Circus spilonotus), Circus melanoleucos, сивка бурокрила (Pluvialis fulva), бугайчик китайський (Ixobrychus sinensis), Gallicrex cinerea, курочка водяна (Gallinula chloropus), чепура мала (Egretta garzetta), чирянка велика (Anas querquedula), пірникоза мала (Tachybaptus ruficollis), чапля китайська (Ardeola bacchus), чапля єгипетська (Bubulcus ibis).

### Ссавці
Біля річки зустрічаються популяції пацюка чорного (Rattus rattus).

### Рослини
Поширені види водяних рослин багато з яких їстівні: іпомея водяна (Ipomoea aquatica), водяна мімоза (Neptunia natans), єгипетський лотос (Nymphaea lotus), азійський щитолисник (Centella asiatica), Limnocharis flava, таро (Colocasia esculenta), водяний гіацинт (Eichhornia crassipes), Scirpus grossus, комиш великий (Scirpus grossus), рогіз вузьколистий (Typha angustifolia).

## Історія
Під час В'єтнмаської війни військово-повітряна база США базувалася в місті Убон Рачатані на річці Мун.

## Пакмунська дамба
За 5 кілометрів до злиття Мун з Меконгом знаходиться гравітаційна дамба Пакмун. Споруджена Управлінням Виробництвом Електроенергії Таїланду (EGAT) при підтримці світового банку у 1994 році. Загальний бюджет проекту — 240 мільйонів доларів. Затопленню підлягало 117 квадратних кілометрів, 3000 сімей мали покинути домівки. Спорудження дамби порушило природну екосистему річки.

## Мун в культурі
Під час святкування Ван-Ок-Пханса — останнього дня буддійського посту Васса у місті Убон Рачатані відбувається фестиваль. Дата проведення відраховується по місячному календарю. В 2015 році святкування припало на 27 жовтня. Під час фестивалю на річку Мун спускають великі човни (8-10 м), прикращені сяючими гірляндами. На човнах везуть підношення нагам — морським зміям — у вигляді солодощів загорнутих у банові листки та прикрашених квітами, листям та свічками. Ритуал нагадує українське пускання вінків на воду під час Івана Купали. Ретельно оформлені велетенські пірамідальні підношення виставляють на набережній Мун, де відбувається фестиваль.